# Баракони
Баракони (груз. ბარაკონი) — храм Богоматери Баракони, памятник старо-грузинской купольной архитектуры, находится в Раче, Амбролаурском муниципалитете, селе Цеси.
Был построен мастером Автандилом Шулаврели по приказу рачинского князя Ростома в 1753 году. Постройка в форме креста с прямыми углами, без пристроек. Купол опирается на углы алтарных стен и две колонны. Снаружи стены постройки обильно украшены узорной резьбой по камню, наиболее старые образцы которой находятся в нишах восточного фасада. Церковь построена на крутом утёсе, у основания которого протекает бурный поток реки Риони, с которым в этом месте сливается река Лухуни. Во дворе церкви находится сельское кладбище.

## Галерея
- Настенная надпись в церкви
- Другая настенная надпись в церкви